# Mitsubishi F-1
Mitsubishi F-1 je jednomístný dvoumotorový proudový stíhací letoun vyvinutý japonským koncernem Mitsubishi Heavy Industries. Je to první japonský bojový letoun vyvinutý od konce druhé světové války. Japonské vzdušné síly sebeobrany typ provozovaly v letech 1978-2006. Poté jej nahradil typ Mitsubishi F-2.

## Vývoj

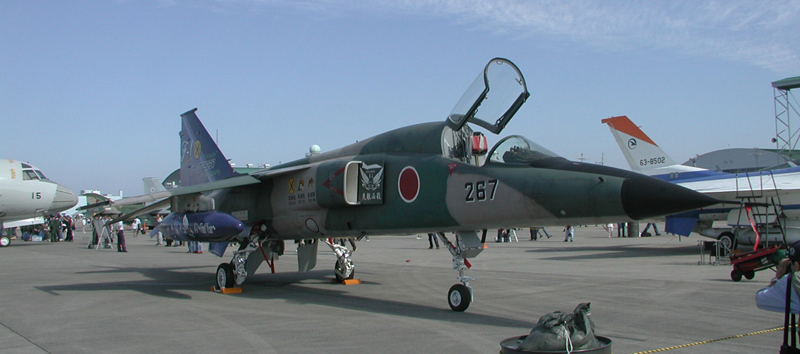
F-1

Letoun byl vyvinut japonským koncernem Mitsubishi Heavy Industries ve spolupráci s koncernem Fuji Heavy Industries. Vývoj byl zahájen roku 1973 na základě cvičného letounu Mitsubishi T-2. Dvojice prototypů vznikla přestavbou cvičných strojů T-2. První let prototypu proběhl v červnu 1975. Do služby byl typ zaveden v dubnu 1978. V letech 1977-1987 bylo vyrobeno celkem 77 letounů F-1 (oproti 160 plánovaným). V letech 1991-1993 prošlo 70 letounů modernizací SLEP.

## Konstrukce
Letoun je vybaven digitálním (tzv. skleněným kokpitem), průhledovým displejem HUD, radarem J/AWG-12, inerciální navigací J/ASN-1, výstražným systémem J/APR-3, radarovým výškoměrem J/APN-44, počítačem J/A24G-3 a systémem řízení palby J/ASQ-1. Letoun pohání dvouproudové motory Ishikawa-Harima TF40-801A (licenční anglo-francouzský Rolls-Royce Turbomeca Adour), každý o tahu 22,8 kN. Výzbroj tvoří jeden 20mm kanón JM61A1 Vulcan a 2721 kg další výzbroje na sedmi závěsnících (čtyři podkřídelní, jeden podtrupový a dva na koncích křídla). Letoun může nést například protiletadlové řízené střely AIM-9 Sidewinder, AAM-1, protilodní střely ASM-1, raketomety pro 70mm a 125mm neřízené střely a neřízené pumy.

## Varianty
- FST-2Kai - dva prototypy F-1.
- F-1 - sériové letouny F-1.

## Specifikace (F-1)

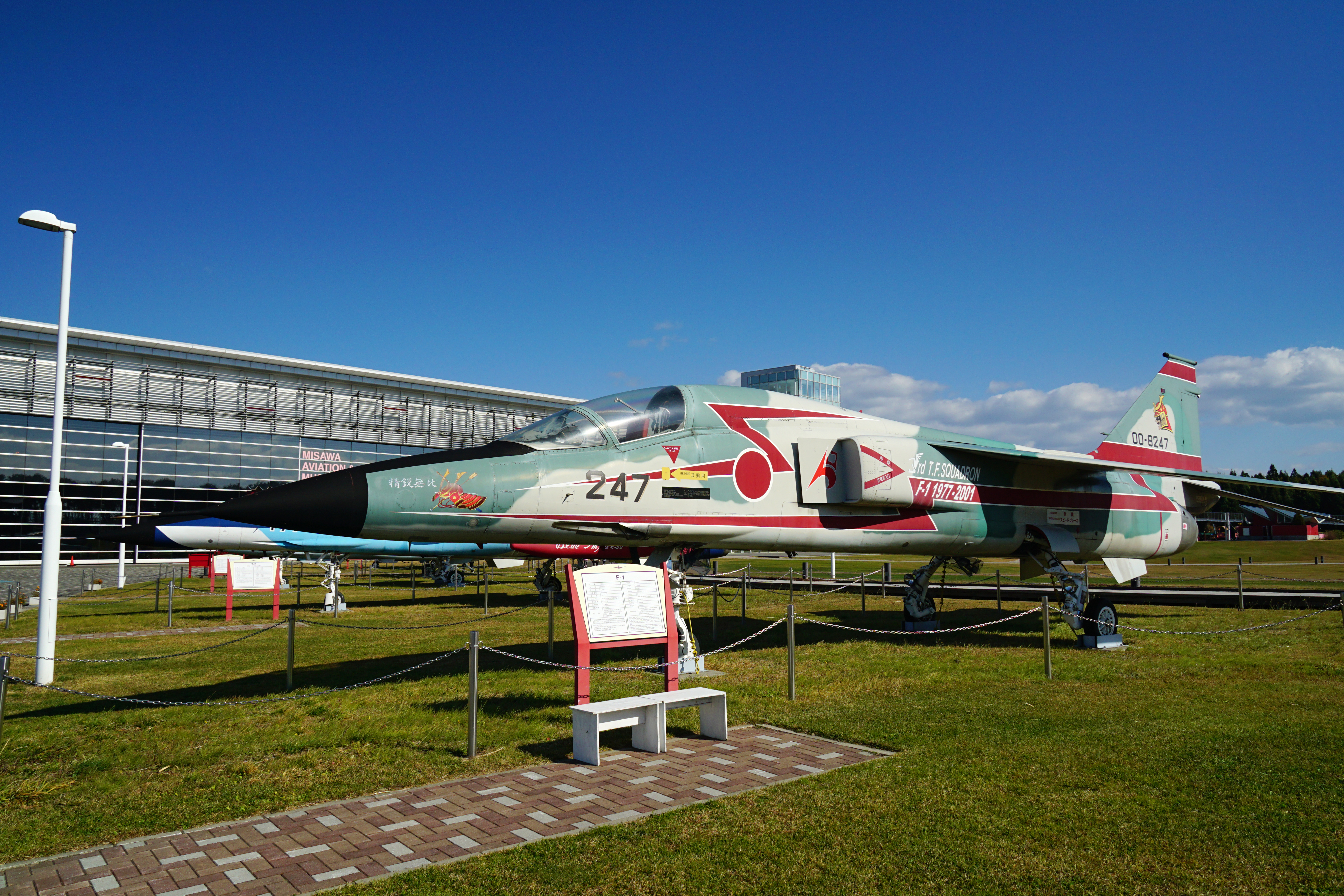
Mitsubishi F-1 vystavený v muzejní expozici

Údaje podle

### Technické údaje
- Posádka: 1
- Rozpětí: 7,88 m
- Délka: 17,66 m
- Výška: 4,39 m
- Nosná plocha: 21,18 m²
- Hmotnost prázdného letounu: 6358 kg
- Max. vzletová hmotnost: 13 674 kg
- Pohonná jednotka: 2× dvouproudový motor Ishikawa-Harima TF40-801A
- Výkon pohonné jednotky: 22,8 kN (35,6 kN s přídavným spalováním)

### Výkony
- Cestovní rychlost:
- Maximální rychlost: 1700 km/h
- Dolet: 556 km
- Operační dostup: 15 240 m

### Výzbroj
- 1× kanón JM61A1 Vulcan ráže 20 mm
- 2721 kg výzbroje na sedmi závěsnících